# Distant Earth
Distant Earth è l'ottavo album in studio del DJ tedesco ATB, pubblicato nel 2011.

## Tracce
Disco 1
1. Twisted Love (Distant Earth Vocal Version) (feat. Cristina Soto) - 6:12
2. Gold (feat. JanSoon) - 4:13
3. All I Need Is You (feat. Sean Ryan) - 4:36
4. If It's Love (feat. Melissa Loretta) - 3:21
5. Move On (feat. JanSoon) - 5:06
6. Chapter One (con Josh Gallahan) - 6:51
7. Heartbeat (con Amurai feat. Melissa Loretta) - 6:07
8. Killing Me Inside (feat. Sean Ryan) - 5:21
9. Apollo Road (con Dash Berlin) - 7:24
10. Running a Wrong Way (con Rea Garvey) - 3:19
11. Where You Are (feat. Kate Louise Smith) - 4:23
12. This Is Your Life (feat. Fuldner) - 3:59
13. One More (feat. Cristina Soto) - 3:43
14. White Letters (feat. Melissa Loretta) - 4:44

Disco 2
1. Vice Versa (con Armin van Buuren)
2. Magnetic Girl
3. Be Like You (feat. JanSoon)
4. Moments In Peace
5. Moving Backwards (feat. Kate Louise Smith)
6. Distant Earth
7. Trinity
8. City of Hope
9. Expanded Perception
10. Sternwanderer (feat. Anova)
11. Orbit

Disco 3
1. Twisted Love (Distant Earth Vocal Club Version) (feat. Cristina Soto)
2. Twisted Love (Distant Earth Intro Club Version) (feat. Cristina Soto)
3. This Is Your Life (Club Version) (feat. Fuldner)
4. Move On (Club Version) (feat. JanSoon)
5. Where You Are (Club Version) (feat. Kate Louise Smith)
6. All I Need (Club Version) (feat. Sean Ryan)
7. Heartbeat (Club Version) (con Amurai feat. Melissa Loretta)
8. Apollo Road (Club Version) (con Dash Berlin)
9. Chapter One (Club Version) (con Josh Gallahan)